# Molophilus flavomarginalis
Molophilus flavomarginalis là một loài ruồi trong họ Limoniidae. Chúng phân bố ở miền Australasia.